# Zitronengelbes Reisigbecherchen
Das kleine, ungenießbare Zitronengelbe Holzbecherchen oder Zitronengelbe Reisigbecherchen (Bisporella citrina, syn. Calycella citrina) ist eine Pilzart aus der Familie der Helotiaceae. Die kleinen, tellerförmigen und leuchtend gelben Fruchtkörper wachsen oft rasig auf entrindetem Rotbuchenholz.

## Merkmale

### Makroskopische Merkmale
Die dickfleischigen und mehr oder weniger stiellosen Fruchtkörper (Apothezien) sind anfangs flach schüsselförmig und 1–3 mm breit. Sie erinnern wegen ihrer konvexen Fruchtscheibe an einen kleinen hervorschauenden Nagelkopf. Die gedrängt stehenden Fruchtkörper sind meist beulig verbogen und neigen dazu zusammenzuwachsen. Die Farbe ist in allen Teilen leuchtend zitronen- oder schwefelgelb. Der stumpfe Rand ist kahl, die glatte Außenseite meist etwas blasser und das Sporenpulver weiß.

### Mikroskopische Merkmale
Die länglich-elliptischen und schwach gebogenen Sporen messen 8–13 µm × 3–4 µm. Sie sind glatt, hyalin und bei Reife oft eingeschnürt septiert. Sie enthalten meist kleine Öltröpfchen an jedem Ende der Spore. Die zylindrisch-keuligen Schläuche (Asci) messen 80–140 × 5–6 µm. Die fädigen Paraphysen haben eine gelbe Granulierung und sind an der Spitze leicht verdickt.

## Artabgrenzung
Das Zitronengelbe Holzbecherchen besitzt eine große Zahl an ähnlichen Verwandten, die sich durch leicht abweichende Farben oder Standorte unterscheiden. Eine sichere Unterscheidung ist meist nur mit dem Mikroskop möglich. Wegen seines häufig rasigen Wachstums auf entrindeten Buchenästen ist das Zitronengelbe Holzbecherchen relativ leicht auch ohne Mikroskop zu erkennen. Besonders ähnlich ist das ebenfalls auf Laubholz vorkommende Kelchförmige Stängelbecherchen (Hymenoscyphus calycollus), das aber deutlich gestielte und größere Fruchtkörper besitzt. Seine Sporen werden bis zu 20 µm lang.
Noch ähnlicher ist das Schwefelgelbe Kernpilzbecherchen (Bisporella sulfurina). Es wächst auf morschen Laubholzästen wie Ahorn, Esche oder Linde, die von Kernpilzen besiedelt sind.

## Ökologie und Verbreitung

Europäische Länder mit Fundnachweisen des Zitronengelben Holzbecherchens.
Legende:
grün = Länder mit Fundmeldungen
cremeweiß = Länder ohne Nachweise
hellgrau = keine Daten
dunkelgrau = außereuropäische Länder.

Das Zitronengelbe Holzbecherchen kommt oft in großen Scharen, auf feuchten, abgestorbenen und am Boden liegenden Ästen von Laubbäumen vor. Es wächst vor allem auf Rotbuchenholz. Die Fruchtkörper erscheinen meist erst im Herbst.
Der Pilz ist nahezu weltweit verbreitet. Er wurde in Nordamerika (Kanada, Mexiko, USA), Zentralamerika (Costa Rica), Südamerika (Chile), Asien (China, Indien, Japan, Südkorea, Türkei), Nordafrika (Algerien, Marokko), Australien, Neuseeland und Europa nachgewiesen. In Europa ist das Holzbecherchen weit verbreitet und wohl überall ziemlich häufig.

## Bedeutung
Da die Fruchtkörper nur wenige Millimeter groß sind, ist das Zitronengelbe Holzbecherchen kein Speisepilz.